# 伊達村隆
伊達 村隆（だて むらたか）は、江戸時代前期から中期にかけての武士。陸奥国仙台藩一門第六席・岩谷堂伊達家4代当主。

## 生涯
寛文3年（1663年）、岩谷堂伊達家3代当主・伊達宗規の子として生まれる。寛文13年（1673年）に元服し、仙台藩主・伊達綱基（のちの綱村）より偏諱を受け数馬基貞（もとさだ）と名乗る。
貞享2年（1685年）2月、父・宗規の死去により家督と知行4230石を相続し、岩谷堂邑主となる。翌貞享3年（1686年）、涌谷伊達宗元・村元父子と共同で、専制政治を行う藩主・綱村に諫言書を提出し、綱村の側近・古内重直を罷免させる。貞享4年（1687年）、綱村の妹・清姫と結婚する。貞享7年（1690年）、新田を加増され知行5015石となる。貞享9年（1692年）1月、再び綱村より偏諱を受け岩城氏代々の通字である「隆」を用いるよう命を受け、村隆と名乗る。
元禄6年（1693年）、再び綱村に対して、一門7家8名（石川宗恒・伊達宗氏・伊達宗元・伊達村隆・伊達宗親・白川宗広・三沢宗直・伊達村元）連名で諫言書を提出した。元禄16年（1703年）、綱村が隠居することとなり、9月、新藩主・吉村の家督相続御礼言上の際に、江戸城で江戸幕府5代将軍・徳川綱吉に拝謁する。
正徳5年（1715年）、出羽国亀田藩主・岩城秀隆より、仙台藩に、岩城常隆の曾孫である村隆の子を養子に求められたが、村隆の実子・辰之丞は早世しており、代わりに藩主・吉村の実弟・宮床伊達村興の次男・久之助（岩城隆韶）の成長を待って、村隆の養子とした上で岩城家に養子入りする約束となる。しかし、秀隆が幕府より駿府加番を命じられ、仮養子が必要になったため、岩城家の希望で、幕府に久之助を秀隆の仮養子として届けた。
享保14年（1729年）8月27日、死去。享年67。